# مارينا كريس
مارينا كريس مواليد 23 أغسطس 1980 في مينسك، هي لاعبة كرة سلة بيلاروسية. بدأت مسيرتها الاحترافية في سنة 1995. تلعب مع نادي بوتاش الرياضي في الدوري التركي لكرة السلة للسيدات كلاعب وسط. يبلغ طولها 6 قدم 4 بوصة (1.9 م). مثلت منتخب بلادها. شاركت في دورة الألعاب الأولمبية الصيفية سنة 2008.

## الإنجازات
- نادي غلطة سراي لكرة السلة للسيدات
  - كأس رئيس تركيا
    - الفوز (1): 2007–2008

  - كأس أوروبا لكرة السلة للسيدات
    - الفوز (1): 2008–2009

## روابط خارجية
- مارينا كريس على موقع الاتحاد الدولي لكرة السلة (الإنجليزية)
- مارينا كريس على موقع كرة السلة الأوروبية.كوم (الإنجليزية)
- مارينا كريس على موقع بروبوليرز (الإنجليزية)
- مارينا كريس على موقع سبورتس رفرنس (الإنجليزية)
- مارينا كريس على موقع أوليمبيديا (الإنجليزية)